# NOB1
NOB1‏ (NIN1 (RPN12) binding protein 1 homolog) هوَ بروتين يُشَفر بواسطة جين NOB1 في الإنسان.